# Мавзолей Куттыбая
Мавзолей (кумбез) Куттыбая (каз. Құттыбай күмбезі) — мавзолей, расположенный в Казалинском районе Кызылординской области в 5 км от села Уркендеу, памятник архитектуры Казахстана XVIII-XIX века. Архитектор мавзолея неизвестен.
В 1982 году мавзолей Куттыбая был включен в список памятников истории и культуры Казахской ССР республиканского значения и взят под охрану государства.

## Архитектура
Мавзолей сложен из жжёного кирпича. Размеры мавзолей Куттыбая составляют 11×9 м, высота 9 м. В плане сооружение представляет собой прямоугольник, разделённый на два помещения — квадратную гурхану со сторонами 6 м и узкий коридор.
Входная дверь сделана с бокового фасада. Мавзолей перекрыт куполом. В отделке фасадов широко применена фигурная кирпичная кладка из разнопрофильного кирпича.